# Jean Édouard Barbe
Pour les articles homonymes, voir Barbe (homonymie).
Jean Édouard Barbe, dit Jean Édouard, né le 7 décembre 1940 à Quimper, est un auteur-compositeur-interprète français.
Sa carrière  débute en 1967 en chantant en été dans les casinos de Canet-en-Roussillon et d'Argelès-sur-Mer. En 1968, il se produit dans des spectacles en usine à Issy-Les-Moulineaux avec Maxime Le Forestier accompagné par Joël Favreau et à la Cité internationale universitaire de Paris. Il y rencontre Georges Moustaki, Hugues Aufray ou encore Coluche. En 1970, il co-écrit dodo, métro, boulot, dodo avec Eddy Mitchell, succès qui participera à populariser l'expression désormais célèbre. En 1973, il signe son premier album personnel chez Musidisc intitulé une vie dans le métro et participe à différentes émissions de radio et de télévision. EN 1978, Il signe son troisième album Jean Edouard chante Albert Bausil chez Polydor et y fait la connaissance de Renaud. Il a notamment composé Versaillais, Versaillais, titre de nombreuses fois repris par la suite et entré dans le folklore lié à la Commune de Paris et à mai 68, reprise à l'Assemblée Nationale lors de la séance du 29 novembre 2016 qui réhabilita les communards, par le député Hervé Féron. Il a collaboré, en tant qu'auteur ou compositeur, avec de nombreuses personnalités de la chanson comme Eddy Mitchell, Bernard Lubat, Jean Sarrus, Louis Amade, Thierry Séchan, Dan Bigras, Claude Engel, Pierre Papadiamandis.
Il est l'auteur de plus de 400 chansons déposées à la Sacem, trois albums personnels, et de nombreuses collaborations réparties sur 50 années de carrière.
Spécialiste reconnu d'Albert Bausil, grand fidèle de Charles Trenet, Jean Edouard a mis nombre des textes du poète en musique et écrit plusieurs articles à propos du poète catalan, notamment dans l'encyclopédie illustrée de la Catalogne, ainsi que la préface de l'ouvrage Le Coq Catalan.
En 2017, il coordonne l'album chansons de mai 68, comme nous les chantions ce printemps-là, chez EPM Musique et les éditions l'Harmattan, distribué dans le numéro spécial mai 68 de Je Chante magazine, sur lequel il chante plusieurs titres.
Jean Édouard a écrit ses mémoires intitulés Cinquante ans au quartier Latin, une vie en musique et en chansons,.

## Biographie

### Enfance et adolescence
Jean Édouard Barbe nait à Quimper en 1940, son père Édouard Barbe, agrégé de sciences physiques, et sa mère, infirmière, font partie de la résistance dans le réseau Turma Vengeance.
Après guerre, son père est nommé inspecteur d'Académie des Côtes du Nord à Saint-Brieuc, puis à Moulins puis à Tarbes, puis expert international auprès de l'Unesco en Côte d'Ivoire à partir de 1962.
Dès son enfance, il compose de nombreux poèmes, influencé notamment par la culture catalane et le poète Albert Bausil.

### Débuts dans la chanson 1967-1971
En 1967, Jean Edouard débute dans les Casinos de Canet-en-Roussillon et d'Argelès-sur-mer en 1re partie d'Eddy Mitchell, de Marcel Amont de Mireille Mathieu, de Michel Polnareff de Pierre Perret.
En 1969 il participe à la création du spectacle Horizons surveillés, et en 1970, il co-écrit Métro, boulot, dodo avec Eddy Mitchell et Pierre Papadiamandis.
En 1971, il édite un 45 tours en auto gestion intitulé La commune 1871 reprise par la suite sous le titre Versaillais Versaillais bien accueilli dans la presse.

### Période 1971 - 1977
En 1973, Album LP : Une vie dans le métro arrangement de Gérard Gustin, label Musidisc avec notamment Une vie dans le métro, La Toto, Les Projets à Paulo et Les mercredis.
En 1975, L'album Demain je retourne au pays avec Claude Engel et Bernard Lubat. Dont les titres Demain je retourne au pays, Le petit vent de la Garonne et Forêts sur une musique de Claude Engel.
Il est invité dans des émissions télévisées et notamment, Midi Trente, avec Rika Zarai, Par la grande porte, et Sport en fête de Michel Drucker, 76 Paris sur TF1, TV Paris et diverses émissions de radio, sur RMC, France Inter, Sud Radio.
En 1976, Il se produit pendant 2 mois au Théâtre de la Gaité Montparnasse dans la pièce Le fléau des mers au côté d'Anémone dans une mise en scène de Stéphan Meldegg.

### Période 1978- 1982
Troisième album, Jean Edouard chante Albert Bausil, chez Polydor, sorti en 1978.
Septembre 1980, Le Monde de l'éducation, entretien avec Bernard Lubat " A cinq ans j'étais musicien professionnel "
Plusieurs articles dans la presse,,, passe dans l'émission de France Inter Le tribunal des flagrants délires. Présentation d'Albert Bausil à La cours des miracles. Le 10 mai 1981, lors de l'élection de François Mitterrand, il chante Versaillais, Versaillais place de la Bastille lors de la soirée présentée par Claude Villers.
Février 1982, Le Monde de l'éducation, entretien avec Renaud  "Je chante pour les gens du béton".
Versaillais, Versaillais, est également reprise par les barricadiers, sur l'album de Dominique Grange.

### Période 1983-1990
Jean Edouard participe à la documentation du livre de Richard Cannavo La Ballade de Charles Trenet, portrait de Jean Edouard par Richard Cannavo dans Monsieur Trenet, le siècle en liberté .
Janvier 1983, Le Monde de l'éducation, entretien avec  Yves Duteil " Il ne faut pas prendre les chanteurs pour des conseillers. J'ai envie de rester à ma place d'artiste ! ".
Octobre 1983, Le Monde de l'éducation, entretien avec Alain Souchon "La réalité, le présent ne m'ont jamais vraiment passionné. J'ai toujours vécu dans un monde de rêves".
20 concerts en première partie de la tournée d'Hugues Aufray de 1984, divers concerts en province entre 1983 et 1985.
Dodo, métro, boulot, dodo, est réédité dans la compilation Tout Eddy, chez Polydor.
Direction artistique et composition de plusieurs titres sur l'album de Louis Amade l'immensité de vivre, chez Pathé Marconi, enregistré au Studio EGP. Jean Edouard écrit les musiques et interprète plusieurs titres. L'album obtient en 1989 le grand prix de l'Académie du disque français.

### Période 1991-2000
Dans son livre La chanson de la commune, l'historien Robert Brecy reproduit la pochette du 45 tours de la chanson Versaillais versaillais
Versaillais, versaillais est reprise dans le documentaire ; Prenom Marianne de Djamila Sahraoui.
L'album de Louis Amade est repris dans la collection : Le livre qui parle et augmenté de nouveaux poèmes.
Durant les années 1990, de nombreux interprètes chantent Versaillais dans les bars et les cafés théâtres : France Léa, Simone Tassimot, Vania Adrien Sens, Annie Nobel.
Dodo Metro Boulot Dodo ressort en CD sur la compilation Eddy Mitchell 69-71 chez Polydor
Durant l'année 1998, Jean Edouard compose la musique de Seules les femmes, titre enregistré par le Québécois Dan Bigras.
En 1999, Jean Edouard compose plusieurs musiques sur l'album de Thierry Séchan, Tu seras comme le ciel, notamment Federico  Federica et Royaume du Danemark.

### Période 2001-2009
Entre 2002 et 2004, trois années de suite en juillet et août, Jean Edouard anime une émission sur Radio Saint-Tropez diffusion Europe 2, consacrée à la chanson française et francophone intitulée Le bateau chansons puis Soleil soleil, place des lices. Il reçoit notamment Jean-Jacques Debout, Hugues Aufray, Gérard Lenorman, Hervé Cristiani, Carlos, Graeme Allwright, Michou, Pierre Bachelet, et bien d'autres artistes.
Il écrit un article sur Charles Trénet dans Les Pyrénées orientales encyclopédie illustrée du pays Catalan Editions Privat.
En 2002, sort le livre de Thierry Séchan Bouquin d'enfer sur Renaud aux éditions du Rocher, dans lequel il écrit à propos de Jean Edouard « Auteur de Versaillais, une excellente chanson de mai 68, Renaud apprécie son flegme, sa discrétion, son humour, (qu'il est bien le seul à comprendre), en un mot, sa présence».
En 2006, Jean Sarrus des Charlots reprend Mémoire song, texte de Jean-Edouard et musique de Jean-Pierre Huser. Métro, boulot, dodo ressort dans le coffret CD Les 100 plus belles chansons d'Eddy Mitchell, chez Universal.
Le livre : Un cabaret rue Mouffetard de Christian Stalla parait en 2007, on y retrouve notamment le portrait de Jean Edouard à côté de nombreux autres artistes et notamment Coluche et Alain Souchon.
2009, si bémol et 14 demis interprètent Versailais, versaillais.
La même année parait Une histoire de Théâtre, Du cote de Mouffetard de Georges Bilbille qui revient sur le spectacle Horizons surveillés de Jean Edouard Barbe, Jean fréderic Brossard, Aline Montels et les débuts de Coluche et d'Alain Souchon au Cabaret d'art et d'essais.

### Période 2010-2018
En 2010, le CD Chansons de Mai 68 comme nous les chantions ce printemps là  enregistré studio EGP Paris avec Jean Edouard, Evariste, Annie Nobel, Vania Adrien Sens, sur lequel on retrouve Versaillais, versaillais et la première chanson de Renaud, jamais enregistrée auparavant Crève salope.
En 2013, Jean Edouard publie ses mémoires sous le titre Cinquante ans au quartier latin, une vie en musique et en chansons, aux éditions l'Harmattan, la préface est écrite par Bernard Sauvat. Le livre sera réédité en 2017.
En mai 2018, le CD chansons de Mai 68 ressort avec en supplément L' Ode à Jaurès du poète Albert Bausil, écrit en 1921.
Jean Edouard continue ses activités d'écriture, notamment pour Je chante magazine, il signe également la préface du livre sur le poète Albert Bausil, Le coq catalan, qui contient la première ré-édition depuis 1936 du recueil de poésie Le matelas des nuages, dédié à Charles Trenet, à Max Jacob et à Morgane.

### 2021
Versaillais, Versaillais, reprise sur l'album "Communards, Communards", format CD et LP 33 tours, Dubamix 2021.

## Discographie
- 1967  Claude Angéli accompagné par le Crooner's Quartett Ce n'est peut-être pas ton jour de chance, Tivoli Record. Paroles : Jean Edouard Barbe musique : François Bousch
- 1970 : Métro, boulot, dodo, co écrit et interprété par Eddy Mitchell, label Barclay
- 1971 : 45 tours en auto gestion La commune 1871 reprise par la suite sous le titre Versaillais Versaillais, réédité en 1977 chez Polydor
- 1972 : Le skieur, 45 tours Festival spx, co-auteur avec Jean Pierre Huser
- 1973 : Album LP : Une vie dans le métro arrangement de Gérard Gustin, label Musidisc
- 1974 : Album lp Demain je retourne au pays avec Claude Engel et Bernard Lubat, label : Basf vampire
- 1975 : 45 tours musidisc : Un jour les moineaux partiront
- 1977 : Nouvel enregistrement de la commune Versaillais, versaillais
- 1978 : Troisième album LP Jean Edouard chante Albert Bausil, Polydor
- 1987 : Métro boulot, dodo ressort sur la compilation Tout Eddy
- 1988 : Direction artistique et composition de plusieurs titres de l'album LP de Louis Amade, L'immensité de vivre sort chez Pathé-Marconi-Emi qui obtient le grand prix de l'académie du disque français.
- 1992 : Reprise de l'album de Louis Amade dans la collection Le livre qui parle
- 1998 : Musique du  titre deDan Bigras Seules les femmes - Distribution GS Musication GDB
- 1999 : Musique des titres Federico, Federica, et Royaume du Danemark de Thierry Séchan
- 2000 : Musique de l'album de Martine Bauer Yacasaimer à Saint-Tropez, Ambiance 2000, label Wagram
- 2003 : Direction artistique du nouvel album de Louis Amade Poèmes pour l'éternité, en partenariat avec la Sacem
- Auteur du texte de la chanson Génération plus enregistrée en Suisse sur le cd de  D'un millénaire à l'autre par Jean Pierre Huser- distribution disques Office, ré-enregistrée par Jean Sarrus, sous le titre Mémoire song.
- 2006 Enregistrement de 18 chansons de Mai 68 par Vania Adrien Sens, Evariste, Bielka, Jean Edouard, Annie Nobel et d'autre artistes.Guitare : Georges Locatelli, Claude Gaisne. Studio EGP - Paris
  - Dodo Metro Boulot ressort en bonus track sur le CD  Rock'n roll d'Eddy Mitchell.

- 2009 : Dounia et Phil enregistrent Quand elle ne sera plus la terre Texte de Jean Edouard actualisé par Dounia enregistré sous le titre Ailleurs.
- 2010 : Sortie du CD: Chansons de Mai 68 comme nous les chantions ce printemps éditions l'Harmattan. Enregistré au studio EGP Paris. Avec  Jean Edouard, Evariste, Annie Nobel, Vania Adrien Sens, Georges Locatelli, Bielka. Chansons La révolution, Versaillais Versaillais, Mai 68, Ah le joli mois de Mai à Paris, Chansons de la Sorbonne, de l'Odéon,  et des usines, Crève salope de Renaud, Fleur cannibale, fleur carnivore.
- 2018 le CD chansons de Mai 68 ressort avec en supplément L' Ode à Jaurès du poète  Albert Bausil, écrit en 1921 dans la réédition de Je Chante magazine chez EPM musique.
  - Dodo, métro, boulot, dodo, réédition du coffret 5 CD Les 100 plus belles chansons d'Eddy Mitchell, titre n°18.
- 2021 Versaillais, Versaillais, reprise sur l'album "Communards, Communards", format CD et LP 33 tours, Dubamix 2021.
- 2024 Dodo, métro, boulot dodo, CD, live à Leucate 5 août 1972, Europe 1. Ed. Eddy Mitchell's club, janvier 2024.
- Ré-édition Annie Nobel, CD, Chansons engagées, titre : "la commune Versaillais Versaillais".

## Autobiographie
- Cinquante ans au quartier latin, une vie en musique et en chansons, préface de Bernard Sauvat, éditions L'Harmattan, 266 pages, 8 planches photo